# مایکل مت
مایکل مت (انگلیسی: Michael Matt؛ زادهٔ ۱۳ مهٔ ۱۹۹۳) اسکی‌باز آلپاین اهل اتریش است.